# III. třída okresu Pelhřimov
 III. třída okresu Pelhřimov  je pořádána Českomoravským fotbalovým svazem. Jedná se o 9. stupeň v českých fotbalových soutěžích. Hraje se každý rok od léta do jara příštího roku. Na konci ročníku nejlepší jeden až dva týmy postupují do II. třídy okresu Pelhřimov.

## Vítězové

### III. třída okresu Pelhřimov
| Ročník    | Vítězný tým              |
| --------- | ------------------------ |
| 2003/2004 | SK Horní Ves             |
| 2004/2005 | FC Božejov               |
| 2005/2006 | SK Horní Cerekev         |
| 2006/2007 | FK Spartak Pelhřimov „B“ |
| 2007/2008 | FC Maraton Pelhřimov     |
| 2008/2009 | Sokol Vyskytná           |
| 2009/2010 | Sokol Hořepník           |
| 2010/2011 | Vysočina Petrovice       |
| 2011/2012 | FC Ústrašín              |
| 2012/2013 | Strážiště Velká Chyška   |
| 2013/2014 | Sokol Hořepník           |
| 2014/2015 | Sokol Černovice B        |
| 2015/2016 | TJ Sokol Čejov           |
| 2016/2017 | TJ Start Lukavec         |
| 2017/2018 | AFC Humpolec C           |
| 2018/2019 |                          |